# Stefan Gråhns
Stefan Gråhns, född 19 april 1982 i Södertälje, Stockholms län, Sverige, är en svensk professionell ishockeyspelare, som tidigare har spelat för bland annat Södertälje SK och AIK. Från säsongen 2013/2014 spelar Gråhns i Karlskrona HK. 2014 skrev Stefan Gråhns på ett tvåårs kontrakt med Västerås Hockey som är hans klubb idag. 

## Klubbar
- Södertälje SK (2001/2002)
- Botkyrka HC (2002/2003–2003/2004)
- AIK (2004/2005–2006/2007)
- Södertälje SK (2007/2008–2009/2010)
- IK Oskarshamn (2010/2011)
- Leksands IF (2010/2011)
- Almtuna IS (2011/2012–2012/2013)
- Örebro HK (2012/2013)
- Åkers IF (2013/2014)
- IF Troja-Ljungby (2013/2014)
- Växjö Lakers (2013/2014)
- Karlskrona HK (2013/2014)
- Västerås Hockey (2014/2015)
- Västerås Hockey (2015/2016)